# Friedrich Ernst Fesca
Friedrich Ernst Fesca (Maagdenburg, 15 februari 1789 – Karlsruhe, 24 mei 1826) was een Duitse violist en componist van instrumentale muziek.

## Biografie
Fesca werd geboren in Maagdenburg. Zijn vader, Johann Peter August Fesca, was marktmeester in Maagdenburg en actief in het muzikale leven van de stad; hij wijdde veel van zijn tijd aan het bespelen van de cello en de piano. Zijn moeder was een zangeres die was opgeleid door Johann Adam Hiller en Marianne Podleska; in haar jonge jaren was zij professioneel zangeres geweest.
Friedrich kreeg zijn eerste muziekonderwijs in Maagdenburg en voltooide zijn studie in Leipzig onder Thomaskantor August Eberhard Müller. Toen hij vier jaar oud was, kon hij al stukken van gemiddelde moeilijkheidsgraad op de piano spelen en begon hij met vioolles. Op vijftienjarige leeftijd trad hij in het openbaar op met verschillende vioolconcerten, die met groot applaus werden ontvangen. Dit leidde ertoe dat hij werd aangesteld als eerste violist van het Gewandhausorkest in Leipzig. Deze functie bekleedde hij tot 1806, toen hij concertmeester werd aan het hof van hertog Peter I van Oldenburg. In 1808 werd hij benoemd tot solo-violist door koning Jerôme van Westfalen aan het staatsoperagebouw in Kassel. Daar bleef hij tot het einde van de Franse bezetting in 1814, waarna hij naar Wenen verhuisde, en kort daarna naar Karlsruhe, waar hij werd benoemd tot concertmeester van de groothertog van Baden.
Fesca overleed in 1826 op 37-jarige leeftijd aan tuberculose. Zijn zoon Alexander Fesca verwierf eveneens enige bekendheid als componist.

## Werken
Als virtuoos werd Fesca gerekend tot de beste meesters van de Duitse vioolschool, de school die later ook Louis Spohr en Joseph Joachim voortbracht. Vooral als leider van een strijkkwartet zou hij onovertroffen zijn geweest in klassieke waardigheid en eenvoud van stijl. Onder zijn composities behoren vooral zijn strijkkwartetten en andere kamermuziekwerken tot de belangrijkste. Zijn drie symfonieën (nr. 1 in Es, op. 6; nr. 2 in D, op. 10; nr. 3 in D, op. 13) werden samen met zijn kamermuziekwerken nog in 1861 vermeld in de catalogus van Augener. Zijn twee opera’s, Cantemire en Omar en Leila, kenden minder succes. Daarnaast schreef hij ook religieuze muziek, evenals talrijke liederen en vocale kwartetten.